# مضخة أويلر ومعادلة العنفة
معادلات إيلور التوربينية (بالإنجليزية: Euler's turbomachines equations)‏، تستخدم للتعبير عن القدرة الناتجة من الآلات التور بينية مثل التربينات أو القدرة الممتصة بواسطة الضواغط و المضخات.

## إستنتاج المعادلات للضواغط و المضخات
في الضواغط و المضخات يحدث تغير للسرعة المماسية للمائع بين نقطة الدخول و الخروج.ينشأ عن هذا التغير تولد عزم دوران يساوي معدل التغير في كمية الحركة الزاوية ويتم التعبير عنه بالمعادلة الآتية:
وبالضرب في سرعة دوران العمود ب(rad/sec) تنتج القدرة المستهلكة و يتم التعبير عنها بالمعادلة الآتية:
و بالقسمة علي معدل سريان الكتلة ينتج الشغل النوعي للعمود [بالإنجليزية:Specific shaft work] ويتم التعبير عنه بالمعادلة الاتية:

## معادلات التربينات
في حالة التربينات يتم إنتاج قدرة عكس مايحث في المضخات أو الضواغط المستهلكة للقدرة.

نفس طريقة إستنتاج المعادلات في حالة الضواغط و لكن هنا يتم تغيير وضع مركبات السرعة حيث أن سرعة الدخول في هذه الحالة تكون أكبر و تكون المعادلات علي الشكل التالي: